# Besserwisser
Als Besserwisser wird umgangssprachlich eine Person bezeichnet, die ihre Meinung in belehrend-aufdringlicher Art und Weise äußert und damit den Anschein erweckt, als ob sie in bestimmten (oder in allen) Angelegenheiten mehr Wissen oder Bildung besäße oder dazu besser urteilen könne als andere. Die Umgebung nimmt am Verhalten solcher Personen Anstoß – nicht so sehr, weil man ihnen das (angebliche oder tatsächliche) Wissen neidet, sondern weil sie andere uneingeladen belehren, sich den Meinungen, den Argumenten und dem Wissen anderer Menschen aber verschließen. Dadurch entsteht ein Anschein von Überheblichkeit und mangelndem Taktgefühl. Als unangenehm wird auch ein überzogenes Wettbewerbsverhalten von Menschen empfunden, die weniger aus Interesse am Thema als um des Rechtbehaltens willen diskutieren.

## Lexik und Semantik
Als Synonyme werden Komposita wie „Rechthaber“, „Siebengescheiter“, „Neunmalkluger“, „Schlaumeier“, „Schlaufuchs“, „Oberlehrer“, „Klugredner“ oder „Klugscheißer“ verwendet, regional auch weitere Ausdrücke, etwa „G'scheidhaferl“ (im Bairischen) oder „Sapienzbüchse“ (im Berndeutsch) in denen jeweils die Wertung von neutral bis diffamierend sichtbar werden und die je nach Bewertung des Wahrheitsgehaltes und des Sprechaktes auf unterschiedliche Wortfelder wie „Angeber“ oder „Hochstapler“ verweisen.
Grundsätzlich ist sowohl die Verwendung als Verb oder Adjektiv möglich, beispielsweise als „schulmeistern“, „oberlehrerhaft“ oder „besserwisserisch“.
Im Sprachvergleich finden sich z B. im Englischen von know-it-all bis smartass parallele Wortbildungen. Im Französischen wird das ironische Bewerten durch petit malin (kleiner Cleverer) als eine dem Neunmalklugen entgegengesetzte Verschiebung gebildet.
„Besserwisser“ wird als deutsches Lehnwort in einigen nordgermanischen Sprachen, wie in Finnland benutzt.
Nach der Wende wurden in vielen Behörden und Betrieben der neuen Bundesländer Führungskräfte aus den westdeutschen Ländern eingestellt. In diesem Zusammenhang entstand in den Folgejahren das Kofferwort Besserwessi, das auch den Anklang und den Inhalt des Besserwissers transportiert.

## Besserwissen als Verhalten
Einer der ersten Belege für den unberechtigten „Spötter und Verächter“ findet sich in der Enzyklopädie des anonym erschienenen Geistlichen Seelen-Artzt von 1700:

„Einer schreibt und lässt in den Druck ausgehen ein gelehrtes schönes Buch / welches auch Fürsten / Bischoffen und grossen Herzen gefällt: es wird sich dennoch bald einfinden ein Momus (…), ein Criticus und Großgoschichter [großlippiger, großmäuliger] Besserwisser / und Bitlischer Sciolus [d.i. altertümlich u. lat. dogmatischer Halbwisser], welcher das Buch zu schänden sich unterstehen wird / und den Authorem verhasst zu machen / ob er zwar nicht hinauf kan / er ist zu kurz.“

Bereits im Spätbarock wird der Besserwisser nicht nur als „starker Widersprecher“ gesehen, sondern vor allem auch als Prahler und

„rechter Märtyrer der Unwahrheit: denn er lüget ohne den geringsten Vortheil (…) Er liebt das Ausserordentliche und Wunderbare auch in den geringsten Kleinigkeiten, und hat insbesondere das Glück, daß alle seine Sachen sich von allen andern unterscheiden. Sein Garten, z.E. trägt alles früher und grösser. (…) seine Erbsen sind in der Fastenzeit schon reif gewesen, und er hat jetzt im Junius schon wieder ziemlich grosse junge Hühner, von Hühnern, die kurz vor Ostern erst ausgebrütet worden.“

In einem Lehrbuch heißt es 1787: „Ein Ideenpreßer und Beßerwißer, verwirft alles Wißen anderer, rühmt sein Geschick ohne Scham, kauft und liest nicht, und bleibt zeitlebens ein Dummkopf erster Größe.“ Dieser Zusammenhang von Kritik und Selbstüberschätzung gehört anscheinend zum Kern der Besserwisserei, wenn wir dem autobiographischen Erzählungen von Otto Ernst folgen, der 1916 feststellte: 

„(…) leider handelt es sich um einen deutschen Typus: den nie zu befriedigenden Nörgler, den unentwegten Besserwisser und Besserkönner, den Mann mit den unerreichbaren Maßstäben, dessen ›scharfe Kritik‹ sich nur von einem Dinge ›wirklich voll und ganz‹ befriedigt zeigt: von sich selbst.“

Besserwissen bezeichnet also die Handlung, zielt aber auf den Charakter des so Bezeichneten, dies meist ablehnend oder sogar als Schimpfwort.
Durch die Etikettierung soll der Angesprochenen mindestens darauf hingewiesen werden, dass sein Kommunikationsverhalten als unangenehm empfunden wird. Wird diese Kritik, z. B. durch variierenden Gebrauch von Synonymen, verschärft, besteht oft die Absicht, Argumentationskette des Verwenders im Sinne eines argumentum ad hominem abzuschneiden.
Die Schriften der Aufklärung, so bei Christoph Martin Wieland in seinen Die Abderiten betonen den Gegensatz zwischen Tradition und Bildung, hier den Abderiten und neugierigen Kosmopoliten, wobei letztere als Besserwisser verleumdet werden, die wiederum im Bewahren und Beharren alter Wissensbestände ein Nicht-Besser-Wissen konstatieren, was letztlich als ein bis heute fortwirkendes Begriffs- und Kommunikationsproblem erscheint.
Besserwissern wird manchmal zugestanden, tatsächlich etwas von ihrem Thema zu verstehen. Sie würden aber eben versuchen, durch Demonstration von Fachwissen sozialen Status als fachliche Autorität zu gewinnen, um ihrem Schicksal als Pantoffelheld zu entgehen, so 1836 der liberale Arzt und Essayist Ernst von Feuchtersleben:

„O der Alles - Besserwisser, / Superklugen Kannengiesser! / Wenn zu Haus auch der Pantoffel / Ueber seinem Haupte droht /
Weiß doch niemand so wie Stoffel, / Was der Menschheit thäte Noth.“

Er belegt zugleich mit der Kannegießerei die politische Dimension der Besserwisserei und eine ihrer psychischen Ursachen. Diese ist bis heute der Ansatz von Gegenstrategien. Besserwisserische Äußerungen werden somit zunächst empfunden als Angriff auf Autoritätsstrukturen, die von den anderen Beteiligten stillschweigend anerkannt werden. Für Robert Musil ist ein solches Verhalten damit nur eine Ausprägung des 'Möglichkeits-Sinns':

„So ließe sich der Möglichkeitssinn geradezu als die Fähigkeit definieren, alles, was ebensogut sein könnte, zu denken und das, was ist, nicht wichtiger zu nehmen als das, was nicht ist. Man sieht, daß die Folgen solcher schöpferischen Anlage bemerkenswert sein können, und bedauerlicherweise lassen sie nicht selten das, was die Menschen bewundern, falsch erscheinen und das, was sie verbieten, als erlaubt oder wohl auch beides als gleichgültig. Solche Möglichkeitsmenschen leben, wie man sagt, in einem feineren Gespinst, in einem Gespinst von Dunst, Einbildung, Träumerei und Konjunktiven; Kindern, die diesen Hang haben, treibt man ihn nachdrücklich aus und nennt solche Menschen vor ihnen Phantasten, Träumer, Schwächlinge und Besserwisser oder Krittler.“

Ihre Umgebung empfindet dennoch Zeitpunkt und Inhalt der Äußerungen als der sozialen Situation unangemessen. Kommunikatives Ziel der Benutzung des Begriffs Besserwisser kann damit auch sein, durch heimlichen Verweis auf bestehende Autoritätsstrukturen Denkverbote zu erteilen oder sogar Tabus zu etablieren. Kritiker als Besserwisser abzukanzeln hat Tradition und zugleich wird in dieser Polemik von 1915 ein interessantes Profil von Besserwisserei formuliert:

„Betrachten wir uns schließlich die Gesellschaft der Überklugen im Wirtshaus. Unter Bierbankpolitik verstehen wir das ständige
unerträgliche Besserwissen der Edlen von der Stammtischrunde gegenüber der Regierung und den sonst noch maßgebenden Gewalten. Aber nicht nur auf der Bierbank sitzen die Nörgler, nicht ausschließlich in Gastlokalen gedeiht und blüht diese Geistesrichtung, sie
entstammt letzten Endes der deutschen Rechthaberei und Dickköpfigkeit, die nicht am wenigsten zu dem Haß beigetragen haben dürfte, mit dem die ganze Welt gegen uns steht. Das Besserwissen hat es mit dem Willen, mit Handlungen, mit Tatsachen zu tun — allerdings nicht praktisch, sondern nur theoretisch, indem an alles eine erbarmungslose Kritik gelegt wird. Diese Kritik besitzt eine streng verneinende Grundfärbung, vor ihrem Richterstuhl kann nichts von anderen Geleistetes bestehen. Und jedesmal folgen solcher Abschlachtung die eigenen, angeblich einzig richtigen Vorschläge, allemal entsprechend der geistigen Qualität des betreffenden Redners.“

Die bis heute nachvollziehbare Gleichsetzung des Besserwissers mit dem bramarbasiernden Bierbank-Strategen findet sich seit Beginn des 19. Jahrhunderts.
Ein weiteres Beispiel der Instrumentalisierung des Begriffes ist die scharfe Moderne-Kritik bei Oswald Spengler, in der er den Besserwisser zur dominanten Sozialcharaktere seiner Zeit erklärt:

„Besonders die Deutschen sind groß darin, schöpferische Taten zu beargwöhnen, zu bekritteln, zu vereiteln. (…) Wir befinden uns heute noch im Zeitalter des Rationalismus, das im 18. Jahrhundert begann und im 20. rasch zu Ende geht. (…) Der flache Optimismus des Bildungsphilisters beginnt die elementaren Tatsachen der Geschichte nicht mehr zu fürchten, sondern zu verachten. Jeder Besserwisser will sie in sein erfahrungsfremdes System einordnen, sie begrifflich vollkommener machen als sie wirklich sind, sie sich im Geiste Untertan wissen, weil er sie nicht mehr erlebt, sondern nur noch erkennt. Dieser doktrinäre Hang zur Theorie aus Mangel an Erfahrung, besser: aus mangelnder Begabung Erfahrungen zu machen, äußert sich literarisch im unermüdlichen Entwerfen von politischen, sozialen und wirtschaftlichen Systemen und Utopien, praktisch in der Wut des Organisierens, die zum abstrakten Selbstzweck wird und Bürokratien zur Folge hat, die an ihrem eigenen Leerlauf zugrunde gehen oder lebendige Ordnungen zugrunde richten. Der Rationalismus ist im Grunde nichts als Kritik, und der Kritiker ist das Gegenteil des Schöpfers: er zerlegt und fügt zusammen(…)“

Dieser diffamierende Gebrauch für die Kritik an Autoritäten und autoritären Strukturen lässt sich bis heute nachweisen.
In manchen Fällen werden große Teile des Wissens nur vorgetäuscht. Wenn dabei vor Spitzfindigkeiten, Fehlschlüssen und Wortverdrehungen nicht zurückgeschreckt wird, spricht man von Rabulistik. Einer sachlichen Argumentation, in deren Verlauf die Überprüfung oder Kontextualisierung angeblichen Wissens gefordert wird, entziehen sich die Besserwisser dann konsequent durch rhetorische Mittel wie Sophismen und Scheinargumente, so dass die Hochstapelei über lange Zeit unentdeckt bleiben kann. Oftmals ist sie auch dem Betroffenen selbst gar nicht bewusst.
Ähnlich wie beim Fanatiker stößt sich die Umgebung am Besserwisser besonders dann, wenn er moralisierend an seiner als vorgefasst empfundenen Meinung festzuhalten scheint.

## Besserwisser als Figur und Kategorie
Ein Besserwisser ist die Hauptfigur in dem von den Brüdern Grimm 1843 erstmals veröffentlichten Märchen Meister Pfriem.
Else Ury lässt in ihrem Roman Professors Zwillinge einen solcher Charakter als Jenenser Gymnasiast lebendig werden:

„‚Welchen Namen hatte die himmlische Burg der Götter?‘ ‚Walhall‘, antwortete einer der Schüler. Das war zuviel für Herbert. ‚Haach – alles falsch. Auf dem Olymp wohnten die Götter. Und ihr Präsident hieß Zeus, höchstens noch Jupiter. Und die Frau Zeus hieß‘ – aber weiter kam Herbert nicht. Der Lehrer, der erst starr war über die Unverfrorenheit des neuen Schülers, nahm ihn am Arm und führte ihn zur Tür. ‚So, Winter. Da du dich in der Klasse nicht zu benehmen weißt, wie es sich gehört, so sieh dir die Tür mal von außen an. Wenn du schweigen gelernt hast, kannst du anklopfen und wieder hereinkommen.‘ Um Herberts Mund begann es verdächtig zu zucken. ‚Na, wenn die Jungs doch alles falsch gesagt haben‘, verteidigte er sich noch zwischen Tür und Angel. ‚Falsch war deine Antwort. Wir sprachen von den germanischen Göttern, und du hast die griechischen und römischen Götter genannt‘, bedeutete ihm der Lehrer. ‚In Italien hießen sie eben so‘, beharrte Herbert. ‚So ein Besserwisser!‘ Damit schlug die Klassentür vor Herberts Nase zu. Besserwisser – das Wort hallte durch die leeren Korridore. Es war, als ob es von allen Seiten wieder zurückschallte. Woher wußte der Lehrer nur, wie er zu Hause so oft genannt wurde? (…) Grenzenloses Mitleid überkam ihn mit sich. Was hatte er denn verbrochen, daß man ihn so schmählich behandelte? Wie er es in Italien gelernt hatte, so hatte er geantwortet. In Neapel hätte man ihn sicher dafür belobt. Er konnte doch nicht dafür, daß er die germanischen Götter noch nicht kannte.“

Der Publizist Eike Christian Hirsch veröffentlichte ab 1975 in der Illustrierten Stern seine Sprachglosse Deutsch für Besserwisser, die er dann bis 2008 zu mehreren Buchausgaben erweiterte.
In Helge Schneiders Film Texas – Doc Snyder hält die Welt in Atem (1993) tritt ein Besserwisser (gespielt von Ludger Pistor) auf, der mit seinen ständigen Ratschlägen den Bewohnern von Texas derart auf die Nerven geht, dass sie ihn schließlich aufhängen.
Die Ärzte veröffentlichten 2003 auf dem Album Geräusch das Lied Besserwisserboy:

„Du weisst nicht nur alles, Du weißt alles besser / Dein Verstand ist schärfer als ein Schweizer Messer / Du bist Klugscheisserman - und ich bin Dein Fan (oh, yeah) / Mit Deinen Geistesblitzen kann man Kathedralen erhellen / Man braucht Dir noch nicht mal eine Frage zu stellen / Du bist Klugscheisserman.“

Der Hamburger Xenos-Verlag vermarktete ab 2005 seine schmalen populärwissenschaftlichen Sachbilderbücher als Besserwisser Mini.
In Woody Allens Film Midnight in Paris (2011) ist Inez zwischen der introvertierten männlichen Hauptfigur Gil und dem mit seinem Kunstwissen prahlenden Blender Paul (Michael Sheen) hin- und hergerissen.
In dem deutschen TV-Film Mein Sohn, der Klugscheißer nervt der Sohn einer alleinerziehenden Hamburger Busfahrerin (gespielt von Alwara Höfels) mit seinen vorlaut zur Schau gestellten Mathefähigkeiten und seinem ungewöhnlichen Wissen Schulkameraden und Nachbarn. Es kommt sogar zu gewalttätigen Zwischenfällen. Nach diversen Umwegen findet Jerôme Höffner (gespielt von Maximilian Ehrenreich) in einen Förder-Internat Gleichgesinnte, die mit seiner Besserwisserei umgehen können.
Seit 2019 erscheint im Essener Klartext-Verlag die Reihe Für Klugscheißer in der populäre Irrtümer von Beethoven bis Werder Bremen aufbereitet werden.
Der Rabe Rabulinski zeigt Kindern, wie man mit nervigen Besserwissern umgehen könnte.